# Mischocyttarus undulatus
Mischocyttarus undulatus är en getingart som först beskrevs av Adolpho Ducke 1905.  Mischocyttarus undulatus ingår i släktet Mischocyttarus och familjen getingar. Inga underarter finns listade i Catalogue of Life.